# 獵愛～vampire & hunting angel Love～
《獵愛～vampire & hunting angel Love～》，長鴻出版社旗下 Think & Write 系列的輕小說，作者九祐小姬，繪者Uily，2019年1月出版第一冊。

## 故事大綱
世界種族排名原以吸血鬼（又稱血魔一族）為首，繼之為獵天使→人類→殭魔一族。後因獵天使發動世界種族戰爭，分別與人類、殭魔一族結盟，進攻吸血鬼之城，吸血鬼始祖蒙多里埃在第六審判日戰爭中陣亡，吸血鬼也失去能孕育純種吸血鬼的泉源－血繭樹，使得純種吸血鬼日益減少，僅存下來的混種吸血鬼一舉淪為階層最末端，大多從事勞動苦役，常常遭受其他種族的欺壓。:18
種族霸凌間的社會案例不絕於耳，而獵天使一族更是向來與混種吸血鬼勢同水火，但獵天使大神官阿洛費德克之女伊莎蓓兒在某次意外中，從人類手中救出瀕臨死亡的混種吸血鬼孩童，又由於該名吸血鬼孩童喪失記憶，伊莎蓓兒便決定將他養在身邊，並將之取名為「布萊德．安．法斯特」。於是原本為世仇獵天使一族與吸血鬼一族生活在同一個屋簷下，曠時日久，也漸漸滋生起不見容世俗的情感...

## 登場人物
第六審判日後四大種族排序：獵天使、人類、殭魔、混種吸血鬼
伊莎蓓兒（種族：獵天使）
暱稱「蓓兒」，獵天使大神官阿洛費德克之女（雙胞胎妹妹），漫畫驅魔神探的瘋狂愛好者，擅長槍法。外貌鮮少有獵天使一族的特徵，也不具備獵天使一族的特殊能力，因常被譏笑為「雞翅膀蓓兒」而感到自卑不已。性格外柔內剛，感情用事，兼之好勝固執，因與父親感情不睦，隻身搬到人類的都市居住。人類蘇結花與殭魔女葛蕾塔為其至交好友。
布萊德．安．法斯特（種族：混種吸血鬼）
混種吸血鬼，初登場時是年僅11歲的孩童樣貌，因不明原因身受重傷而奄奄一息，當時被三名人類狠狠欺凌，被伊莎蓓兒誤打誤撞救下，卻已失去原本的記憶。後來布萊德與伊莎蓓兒在一場意外中被異形攻擊，失控的布萊德不慎咬傷伊莎蓓兒，所幸事後伊莎蓓兒並無大礙，但吸取獵天使鮮血之後的布萊德竟然在短時間內蛻變26歲的成人樣貌，瞳色與膚色也隨之改變。
蘇結花（種族：人類）
暱稱「Hana」，混種吸血鬼醫保平等委員會會長。叔叔為人類主席亞伯．GH（本名：紀伯倫）。伊莎蓓兒好友，性格急公好義，行事公私分明、理性縝密。
葛蕾塔（種族：殭魔一族）
殭魔警備隊天刑第一分隊隊長，伊莎蓓兒好友。脾氣雖然火爆，實際上極重感情。
蔣不禹（種族：殭魔一族）
殭魔一族現任主教，與「巨翼伊萊」交好，但與人類主席亞伯關係不佳。
伊萊（種族：獵天使）
獵天使大神官阿洛費德克之子（雙胞胎兄長），外號「巨翼伊萊」，戰鬥能力高強。性格高傲自負，十分疼愛妹妹伊莎蓓兒。
南條優斗（種族：人類）
檢驗所H區科長，對蘇結花有好感。

## 列表
| 卷數 | 發行日期      | ISBN               | 繪者 | 備註 |
| ---- | ------------- | ------------------ | ---- | ---- |
| 01   | 2019年1月11日 | ISBN 9789864749942 | Uily |      |
| 02   | 2019年3月15日 | ISBN 9789865040505 | Uily |      |
| 03   | 2019年4月12日 | ISBN 9789865040789 | Uily |      |

## 外部連結
- 獵愛～vampire & hunting angel Love～官方網站 （页面存档备份，存于）
- 獵愛～vampire & hunting angel Love～的Facebook專頁